# Grande Prêmio do Canadá de 2017
O Grande Prêmio do Canadá de 2017 (formalmente denominado Formula 1 Grand Prix du Canada 2017) foi a sétima etapa da temporada de 2017 da Fórmula 1. Disputada em 11 de junho de 2017 no Circuito Gilles Villeneuve, Montreal, Canadá, foi vencida pelo inglês Lewis Hamilton. Completam o pódio o finlandês Valtteri Bottas e o australiano Daniel Ricciardo.

## Relatório

### Treino Classificatório
Q1
Diferentemente da Mercedes, a Ferrari saiu do box assim que teve oportunidade. E a equipe foi a única no grid a usar os pneus supermacios (faixa vermelha) nesta primeira etapa. A atitude mostra o quando a equipe italiana está confiante para a corrida, já que todos os rivais usaram os ultramacios (faixa roxa), os mais rápidos da gama de compostos. Não à toa, o time alemão teminou o Q1 na frente, com Bottas em primeiro e Hamilton em segundo. Vettel avançou na terceira posição, enquanto Kimi foi apenas o nono. Felipe Massa avançou para o Q2 em quinto. Um bandeira amarela marcou o finalzinho da etapa, quando Pascal Wehrlein freou muito em cima da grama, perdeu a traseira e acabou batendo no muro.
Eliminados: Stoffel Vandoorne (McLaren-Honda), Lance Stroll (Williams), Kevin Magnussen (Haas), Marcus Ericsson (Sauber) e Pascal Wehrlein (Sauber).
Q2
Já no Q2, a Mercedes não perdeu tempo e saiu dos boxes assim que a luz verde acendeu, e o primeiro tempo de Hamilton já foi logo o melhor do fim de semana, com 1m12s496. A Ferrari até foi para a pista com os ultramacios desta vez, mas não foi possível superar os rivais alemães. Com o britânico na ponta, Bottas foi o segundo, com Räikkönen em terceiro e Vettel em quarto. Felipe Massa avançou ao Q3 em sétimo. Com relação aos incidentes, apenas um chamou a atenção: Carlos Sainz rodou no mesmo ponto de Wehrlein no Q1 depois de cometer o exato mesmo erro e invadir a grama na freada. Mas, para a sua sorte, o espanhol conseguiu evitar o toque no muro, só que foi eliminado por não ter obtido uma marca que o fizesse avançar ao Q3.
Eliminados: Daniil Kvyat (Toro Rosso), Fernando Alonso (McLaren-Honda), Carlos Sainz Jr. (Toro Rosso), Romain Grosjean (Haas) e Jolyon Palmer (Renault).
Q3
No Q3, nem Ferrari nem Mercedes quiseram esperar, os rivais deixaram os boxes juntos desta vez. E logo de cara Lewis Hamilton acabou com qualquer recorde estabelecido na história da pista, ao anotar 1m11s791 - vale ressaltar, no entanto, que recorde oficial somente durante a prova. Mas Sebastian Vettel não deixou barato e anotou 1m11s795, ficando a apenas 0s004 do rival britânico. Mas parecia que, a dois minutos do fim do treino, os pilotos ainda estavam famintos, porque tanto Hamilton quanto Vettel saíram novamente dos boxes. E sabe-se lá de onde, o tricampeão conseguiu tirar 0s3 da cartola e baixar ainda mais seu tempo, garantindo a pole com 1m11s459.

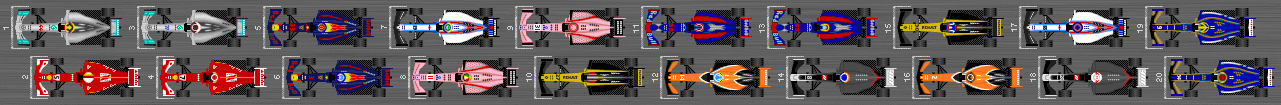
Grid de Largada

### Corrida
Hamilton largou bem, mantendo a primeira colocação, enquanto Verstappen arrancou da quinta para a segunda posição. Vettel, além de ser ultrapassado pelo holandês, também acabou superado por Bottas, caindo para o quarto lugar. Massa vinha no bolo, quando foi atingido por um desgovernado Sainz, que, por sua vez, tinha sido tocado pela Haas de Grosjean. O safety car foi acionado para que fossem recolhidos os carros dos dois pilotos.
Na relargada, Bottas tenta a ultrapassagem sobre Verstappen, mas é prontamente fechado pelo holandês da RBR. Na confusão da largada, Vettel tem a asa dianteira danificada em toque com Verstappen. O alemão, que estava em quarto, vai aos boxes trocar a peça, e volta à pista na 18ª colocação. Após grande largada, Verstappen para com problemas na RBR. Holandês fazia ótima prova, e era o secundo colocado. Lance Stroll vem sofrendo com as críticas pelo desempemho abaixo do esperado no início de temporada. Neste domingo, porém, o canadense parece ter se inspirado por correr no solo de casa, e fez boa corrida, disputando posições entre os dez primeiros. Em um verdadeiro encontro de gerações, Stroll supera o bicampeão Fernando Alonso para assumir a 11ª colocação.
Após polêmica em Mônaco, quando Vettel superou Räikkönen em tática dos boxes, agora os companheiros de equipe se encontram na pista. O alemão aproveita o erro do campeão de 2007, e ultrapassa o finlandês para ser o sexto. Disputa acirrada pela quarta colocação entre a dupla da Force India e Sebastian Vettel. Alonso vinha para marcar o primeiro ponto da McLaren no campeonato, mas abandona na penúltima volta com quebra do motor Honda. Apesar de mais uma frustração, Alonso sai do carro e vai (literalmente) para a galera. Reflexo da experiência na Indy?
Lewis Hamilton não teve sua vitória ameaçada em nenhum momento do GP do Canadá. Saindo da pole position, o inglês largou bem, manteve a liderança e rumou solitário para receber a bandeira quadriculada em primeiro pela 56ª vez na carreira, sexta em Montreal.

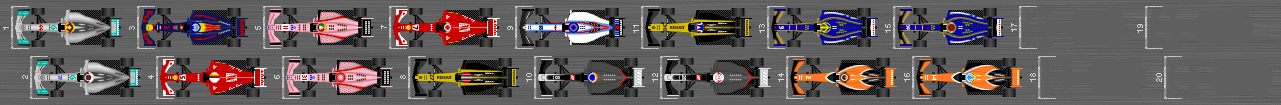
Resultado da corrida

## Pneus
| Nome do composto | Cor | Banda de rolamento | Condições de Tempo | Dry Type  | Aderência      | Longevidade   |
| ---------------- | --- | ------------------ | ------------------ | --------- | -------------- | ------------- |
| Ultra Macio      |     | Slick (P Zero)     | Seco               | Ultrasoft | Mais aderência | Menos durável |
| Super Macio      |     | Slick (P Zero)     | Seco               | Supersoft | Mais aderência | Menos durável |
| Macio            |     | Slick (P Zero)     | Seco               | Soft      | Médio          | Médio         |

## Resultados

### Treino Classificatório
| Pos.                     | Nº | Piloto            | Construtor           | Q1       | Q2       | Q3       | Grid  |
| ------------------------ | -- | ----------------- | -------------------- | -------- | -------- | -------- | ----- |
| 1                        | 44 | Lewis Hamilton    | Mercedes             | 1:12.692 | 1:12.496 | 1:11.459 | 1     |
| 2                        | 5  | Sebastian Vettel  | Ferrari              | 1:13.046 | 1:12.749 | 1:11.789 | 2     |
| 3                        | 77 | Valtteri Bottas   | Mercedes             | 1:12.685 | 1:12.563 | 1:12.177 | 3     |
| 4                        | 7  | Kimi Räikkönen    | Ferrari              | 1:13.548 | 1:12.580 | 1:12.252 | 4     |
| 5                        | 33 | Max Verstappen    | Red Bull-TAG Heuer   | 1:13.177 | 1:12.751 | 1:12.403 | 5     |
| 6                        | 3  | Daniel Ricciardo  | Red Bull-TAG Heuer   | 1:13.543 | 1:12.810 | 1:12.577 | 6     |
| 7                        | 19 | Felipe Massa      | Williams-Mercedes    | 1:13.435 | 1:13.012 | 1:12.858 | 7     |
| 8                        | 11 | Sergio Pérez      | Force India-Mercedes | 1:13.470 | 1:13.262 | 1:13.018 | 8     |
| 9                        | 31 | Esteban Ocon      | Force India-Mercedes | 1:13.520 | 1:13.320 | 1:13.135 | 9     |
| 10                       | 27 | Nico Hülkenberg   | Renault              | 1:13.804 | 1:13.262 | 1:13.271 | 10    |
| 11                       | 26 | Daniil Kvyat      | Toro Rosso           | 1:13.802 | 1:13.690 | —        | 11    |
| 12                       | 14 | Fernando Alonso   | McLaren-Honda        | 1:13.669 | 1:13.693 | —        | 12    |
| 13                       | 55 | Carlos Sainz Jr.  | Toro Rosso           | 1:14.051 | 1:13.756 | —        | 13    |
| 14                       | 8  | Romain Grosjean   | Haas-Ferrari         | 1:13.780 | 1:13.839 | —        | 14    |
| 15                       | 30 | Jolyon Palmer     | Renault              | 1:13.990 | 1:14.293 | —        | 15    |
| 16                       | 2  | Stoffel Vandoorne | McLaren-Honda        | 1:14.182 | —        | —        | 16    |
| 17                       | 18 | Lance Stroll      | Williams-Mercedes    | 1:14.209 | —        | —        | 17    |
| 18                       | 20 | Kevin Magnussen   | Haas-Ferrari         | 1:14.318 | —        | —        | 18    |
| 19                       | 9  | Marcus Ericsson   | Sauber-Ferrari       | 1:14.495 | —        | —        | 19    |
| 20                       | 94 | Pascal Wehrlein   | Sauber-Ferrari       | 1:14.810 | —        | —        | Box 1 |
| Tempo dos 107%: 1:17.772 |    |                   |                      |          |          |          |       |
| Fonte:                   |    |                   |                      |          |          |          |       |

Notas
↑1  - Pascal Wehrlein (Sauber) perdeu cinco posições no grid, por conta de uma mudança não progamada na caixa de câmbio, o alemão largará dos boxes por conta de uma mudança de especificação na asa traseira.

### Corrida
| Pos.   | Nu. | Piloto            | Construtor           | Voltas | Tempo/Retirado    | Grid | Pontos |
| ------ | --- | ----------------- | -------------------- | ------ | ----------------- | ---- | ------ |
| 1      | 44  | Lewis Hamilton    | Mercedes             | 70     | 1:33:05.154       | 1    | 25     |
| 2      | 77  | Valtteri Bottas   | Mercedes             | 70     | +18.783           | 3    | 18     |
| 3      | 3   | Daniel Ricciardo  | Red Bull-TAG Heuer   | 70     | +35.297           | 6    | 15     |
| 4      | 5   | Sebastian Vettel  | Ferrari              | 70     | +35.907           | 2    | 12     |
| 5      | 11  | Sergio Pérez      | Force India-Mercedes | 70     | +40.476           | 8    | 10     |
| 6      | 31  | Esteban Ocon      | Force India-Mercedes | 70     | +40.716           | 9    | 8      |
| 7      | 7   | Kimi Räikkönen    | Ferrari              | 70     | +58.632           | 4    | 6      |
| 8      | 27  | Nico Hülkenberg   | Renault              | 70     | +1:00.374         | 10   | 4      |
| 9      | 18  | Lance Stroll      | Williams-Mercedes    | 69     | +1 Volta          | 17   | 2      |
| 10     | 8   | Romain Grosjean   | Haas-Ferrari         | 69     | +1 Volta          | 14   | 1      |
| 11     | 30  | Jolyon Palmer     | Renault              | 69     | +1 Volta          | 15   |        |
| 12     | 20  | Kevin Magnussen   | Haas-Ferrari         | 69     | +1 Volta          | 18   |        |
| 13     | 9   | Marcus Ericsson   | Sauber-Ferrari       | 69     | +1 Volta          | 19   |        |
| 14     | 2   | Stoffel Vandoorne | McLaren-Honda        | 69     | +1 Volta          | 16   |        |
| 15     | 94  | Pascal Wehrlein   | Sauber-Ferrari       | 68     | +2 Voltas         | 20   |        |
| 16     | 14  | Fernando Alonso   | McLaren-Honda        | 66     | Unid. de potência | 12   |        |
| Ret    | 26  | Daniil Kvyat      | Toro Rosso           | 54     |                   | 11   |        |
| Ret    | 33  | Max Verstappen    | Red Bull-TAG Heuer   | 10     | Unid. de potência | 5    |        |
| Ret    | 19  | Felipe Massa      | Williams-Mercedes    | 0      | Colisão           | 7    |        |
| Ret    | 55  | Carlos Sainz Jr.  | Toro Rosso           | 0      | Colisão           | 13   |        |
| Fonte: |     |                   |                      |        |                   |      |        |

## Voltas na Liderança
- Commons

| Nº de Voltas | Piloto         | Voltas |
| ------------ | -------------- | ------ |
| 70           | Lewis Hamilton | (1-70) |

## Curiosidades

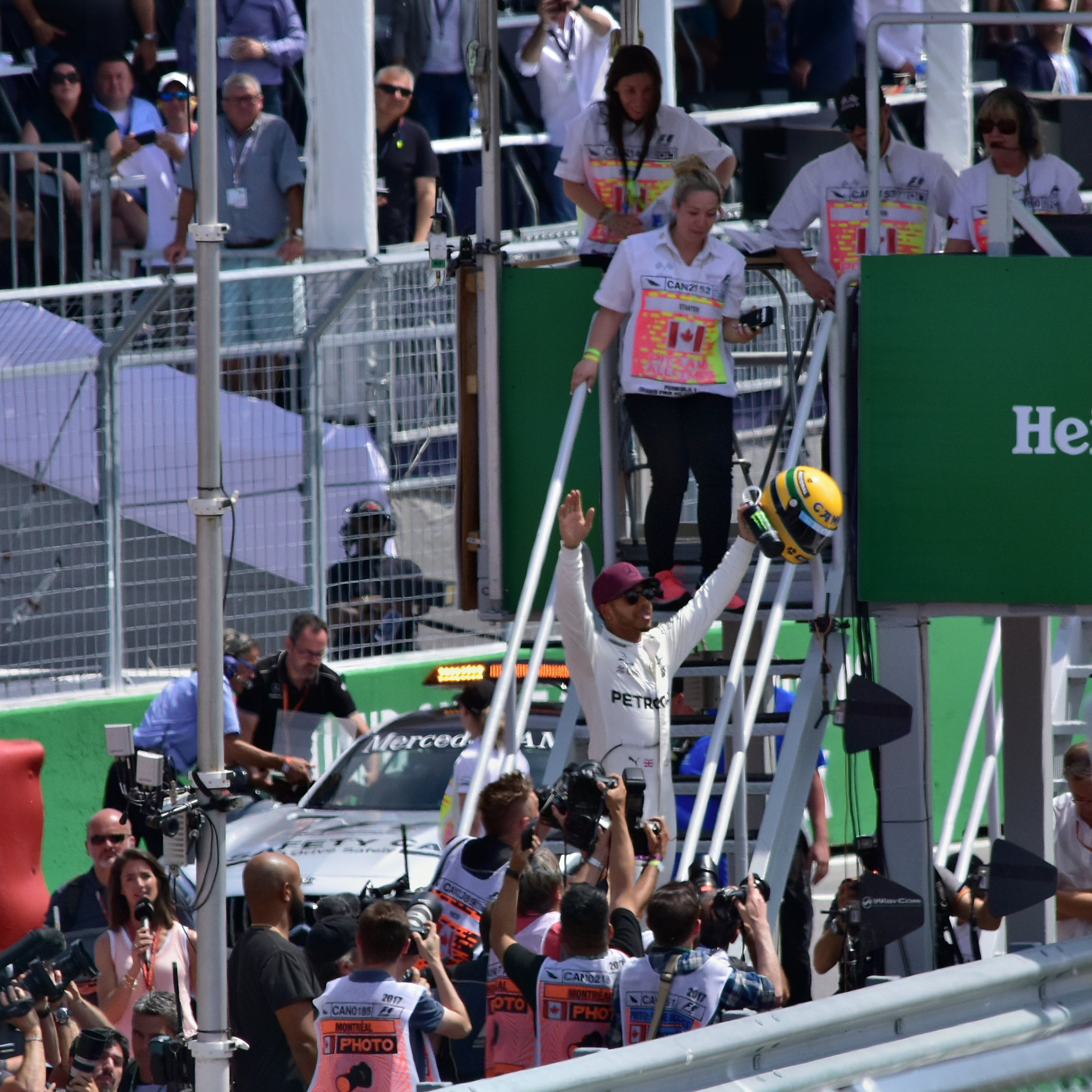
Hamilton segurando a réplica do capacete de Senna após igualar a marca de 65 pole position

- Lewis Hamilton atinge sua 65º pole position, igualando a marca de seu ídolo, Ayrton Senna. Após o treino classificatório, o britânico recebeu da família Senna, uma réplica do capacete utilizado por Ayrton Senna na temporada de 1987.[6]
- Primeiros pontos da carreira de Lance Stroll.
- É a primeira vez que um piloto canadense pontua na Fórmula 1 desde Jacques Villeneuve no Grande Prêmio da Grã-Bretanha de 2006.

## 2017DHLFastest Pit Stop Award

### Resultado
| 1      | 18 | Lance Stroll      | Williams-Mercedes    | 2.17 | 25 |
| 2      | 77 | Valtteri Bottas   | Mercedes             | 2.34 | 18 |
| 3      | 11 | Sergio Pérez      | Force India-Mercedes | 2.55 | 15 |
| 4      | 44 | Lewis Hamilton    | Mercedes             | 2.57 | 12 |
| 5      | 5  | Sebastian Vettel  | Ferrari              | 2.67 | 10 |
| 6      | 3  | Daniel Ricciardo  | Red Bull-TAG Heuer   | 2.74 | 8  |
| 7      | 7  | Kimi Räikkönen    | Ferrari              | 2.76 | 6  |
| 8      | 2  | Stoffel Vandoorne | McLaren-Honda        | 2.77 | 4  |
| 9      | 31 | Esteban Ocon      | Force India-Mercedes | 2.87 | 2  |
| 10     | 14 | Fernando Alonso   | McLaren-Honda        | 2.93 | 1  |
| Fonte: |    |                   |                      |      |    |

### Classificação
| Tabela do DHL Fastest Pit Stop Award \| Pos \| Construtor \| Pontos \| Var \| \| --- \| -------------------- \| ------ \| --- \| \| 1 \| Williams-Mercedes \| 170 \| 0 \| \| 2 \| Mercedes \| 158 \| 0 \| \| 3 \| Red Bull-TAG Heuer \| 128 \| 0 \| \| 4 \| Force India-Mercedes \| 74 \| 1 \| \| 5 \| Toro Rosso \| 73 \| 1 \| \| 6 \| Ferrari \| 65 \| 0 \| \| 7 \| McLaren-Honda \| 21 \| 1 \| \| 8 \| Haas-Ferrari \| 18 \| 1 \| \| 9 \| Sauber-Ferrari \| 0 \| 0 \| \| 10 \| Renault \| 0 \| 0 \| |                      |        |     |
| Pos | Construtor           | Pontos | Var |
| 1 | Williams-Mercedes    | 170    | 0   |
| 2 | Mercedes             | 158    | 0   |
| 3 | Red Bull-TAG Heuer   | 128    | 0   |
| 4 | Force India-Mercedes | 74     | 1   |
| 5 | Toro Rosso           | 73     | 1   |
| 6 | Ferrari              | 65     | 0   |
| 7 | McLaren-Honda        | 21     | 1   |
| 8 | Haas-Ferrari         | 18     | 1   |
| 9 | Sauber-Ferrari       | 0      | 0   |
| 10 | Renault              | 0      | 0   |

## Tabela do campeonato após a corrida
Somente as cinco primeiras posições estão incluídas nas tabelas.
| Pos | Piloto           | Pontos | Var |
| --- | ---------------- | ------ | --- |
| 1   | Sebastian Vettel | 141    | 0   |
| 2   | Lewis Hamilton   | 129    | 0   |
| 3   | Valtteri Bottas  | 93     | 0   |
| 4   | Kimi Räikkönen   | 73     | 0   |
| 5   | Daniel Ricciardo | 67     | 0   |

| Pos | Construtor           | Pontos | Var |
| --- | -------------------- | ------ | --- |
| 1   | Mercedes             | 222    | 1   |
| 2   | Ferrari              | 214    | 1   |
| 3   | Red Bull-TAG Heuer   | 112    | 0   |
| 4   | Force India-Mercedes | 71     | 0   |
| 5   | Toro Rosso           | 29     | 0   |